# Laomedont de Mitilene
Laomedont de Mitilene (grec antic: Λαομέδων, llatí: Laomedon), fill de Làric, fou un general d'Alexandre el Gran que ja servia al príncep quan el seu pare Filip II de Macedònia encara era viu. Filip el va desterrar juntament amb el seu germà Erigi, Ptolemeu, Nearc i altres, acusats de prendre part en les intrigues del príncep, segons que diu Flavi Arrià.
Quan Alexandre va pujar al tron van ser cridats immediatament i el rei els va donar els màxims honors. Laomedont va acompanyar a Alexandre a Àsia, i com que parlava persa va ser nomenat l'encarregat dels presoners.
No és esmentat durant les batalles d'Alexandre, però segurament devia tenir un paper destacat perquè, a la mort del rei, va obtenir la satrapia de Síria, que va conservar a la segona divisió de Triparadisos. Una mica després Ptolemeu I Soter d'Egipte, el seu poderós veí, va oferir a Laomedont la compra de Celesíria i Fenícia, però el sàtrapa ho va rebutjar. Llavors Ptolemeu va enviar a Nicànor amb un exèrcit i Laomedont no va poder oferir cap resistència seriosa i va ser fet presoner i enviat a Egipte.
Allí es va poder escapar i es va reunir amb Alcetes a Pisídia, i va participar junt amb Alcetes, Àtal i els altres partidaris sobrevivents de Perdicas d'Orèstia, en la lluita contra Antígon el Borni. La seva sort en la derrota final l'any 320 aC no l'esmenta cap historiador.